# Тинэн, Кэй
Кей Тинен (яп. 知念慶; род. 17 марта 1995, Хаэбару, Префектура Окинава, Япония) — японский футболист, выступающий на позиции нападающего в Касима Антлерс.

## Клубная карьера
Кей Тинен родился 17 марта 1995 года в Хаэбару, Япония.
Обучаться футболу стал с первого класса школы, окончив её успешно сдав экзамены поступил в Айти-гакуин, где на протяжении трёх летнего обучения входил в сборную университета.

### «Кавасаки Фронтале»
1 февраля 2017 года подписывает контракт с клубом высшей лиги Японии Кавасаки Фронтале. Первый свой матч сыграл 1 апреля против Вегалта Сэндай. Встреча закончилась победой Кавасаки с сухим счётом 2:0. В матче провёл всего минуту заменив Кэнго Накамуру на второй добавочной минуте второго тайма. Первый гол за клуб забил также в ворота Вегалты в рамках первого матча полуфинала Кубка Японии, забив гол на четвёртом минуте добавочного времени второго тайма. Встреча закончилась поражением со счётом 3:2. В конце сезона Кавасаки стали победителями чемпионата, и прошли квалификацию на Лигу Чемпионов. Всего за 2017 год отыграл 9 матчей (4 матча в рамках чемпионата, 3 в Кубке Императора и две в рамках Кубка Лиги) и отметился двумя голами (по одному в чемпионате и Кубке лиги).
В 2018 году стал активным участником клуба, принявшим участие во всех проводимых в тот год соревнованиях клуба. На Лиге Чемпионов клуб попал в группу F. Первый матч в соревновании сыграл 20 февраля против южнокорейской команды Ульсан Хёндэ. В матче забил единственный гол команды спустя 14 минут выхода на замену, встреча же была проиграна со счётом 2:1. Также забил гол в ворота китайского Шанхай Порта. Благодаря голу Тинена встреча была сведена вничью 1:1. Команда финишировала в своей группе четвёртой и не смогла выйти в плей-офф. В чемпионате же дела шли лучше, Кей отыграл почти во всех матчах клуба, и по итогу сезона команда снова выиграла чемпионат. Также в упорном матче против Сересо Осаки команда стала серебряным призёром Суперкубка Японии. Всего за сезон отыграл 39 матча (27 чемпионат, 4 Кубок Императора, 2 Кубок лиги и один в рамках финала Суперкубка Японии), и отметился десятью голами (4 в рамках чемпионата, 3 кубка императора, 1 Кубок лиги и два в Лиге Чемпионов).
В 2019 году Тинен вновь принял участие в Лиге чемпионов. Результат вновь был отрицательный — Кавасаки была единственной японской командой не вышедшей в стадию плей-офф. На турнире Кей сыграл четыре матча забив один гол, сравняв счёт в матче против корейского Ульсана. Данный результат оставлял шансы команде на выход в плей-офф, однако ничья против китайского Шанхая оборвала возможное продолжение участия в соревновании. В этом сезоне команда выиграла Кубок Джей лиги и Суперкубок Японии, обыграв в финалах Урава Ред Даймондс в рамках суперкубка со счётом 1:0 и обыграв в финале кубка Хоккайдо Консадоле Саппоро по пенальти (3:3 ОТ; 5:4 пен.). В чемпионате же команде не хватило трёх очков чтобы выйти в квалификацию Лиги чемпионов. Всего за сезон отыграл 30 матчей и отметился семью голами.

### «Оита Тринита»
1 февраля 2020 года Тинен переходит в Оита Тринита на правах аренды. Трансфер обошёлся 1300000 евро. За новый клуб отыграл 30 матчей (29 в чемпионате и один в кубке) и отметился тремя голами.

### Возвращение в «Кавасаки»
Новый сезон начал в составе основной команды, вернувшись назад за 800 000 тысяч евро. В Лиге чемпионов команда показала лучший результат за последние три года — выход в плей-офф с первого места. В своей группе команда одержала 6 побед ни проиграв ни матча. Кей принял участие в пяти матчах отметившись тремя голами — 3 мяча в ворота Бэйцзин Гоаня (один с пенальти) и в ворота филиппинского Юнайтед Сити. На 1/8 стадии плей-офф команда по пенальти проиграла корейскому Ульсану и завершила своё выступление на соревновании. В том же году команда выиграла Суперкубок Японии обыграв Гамбо Осаку со счётом 3:2 и Джей лигу.
В 2022 году несмотря на качественную игру в Лиге чемпионов, команда не смогла выйти в плей-офф уступив в два балла первое место малайзийскому Джохору. На групповой стадии Кей забил три гола, два в разгромной победе над Гуанчжоу с итоговым счётом 8:0 и один единственный и победный гол в матче против того же Гуанчжоу. В том же году команда заняла серебро суперкубка Японии, проиграв в финале Ураве со счётом 2:0.

## Достижения
«Чемпионат Японии»
- Победитель: 2017, 2018, 2020, 2021 ()

«Суперкубок Японии»
- Обладатель: 2019, 2021 ()
- Призёр: 2018, 2022 ()

«Кубок Японии»
- Обладатель: 2019 ()